# Kartuziánský klášter Panny Marie (Tržek)
Kartuziánský klášter Panny Marie v Tržku u Litomyšle (zvaný též Hájek Panny Marie, latinsky Rubus Sanctae Mariae) je zaniklá kartouza v Tržku poblíž Litomyšle.

## Historie

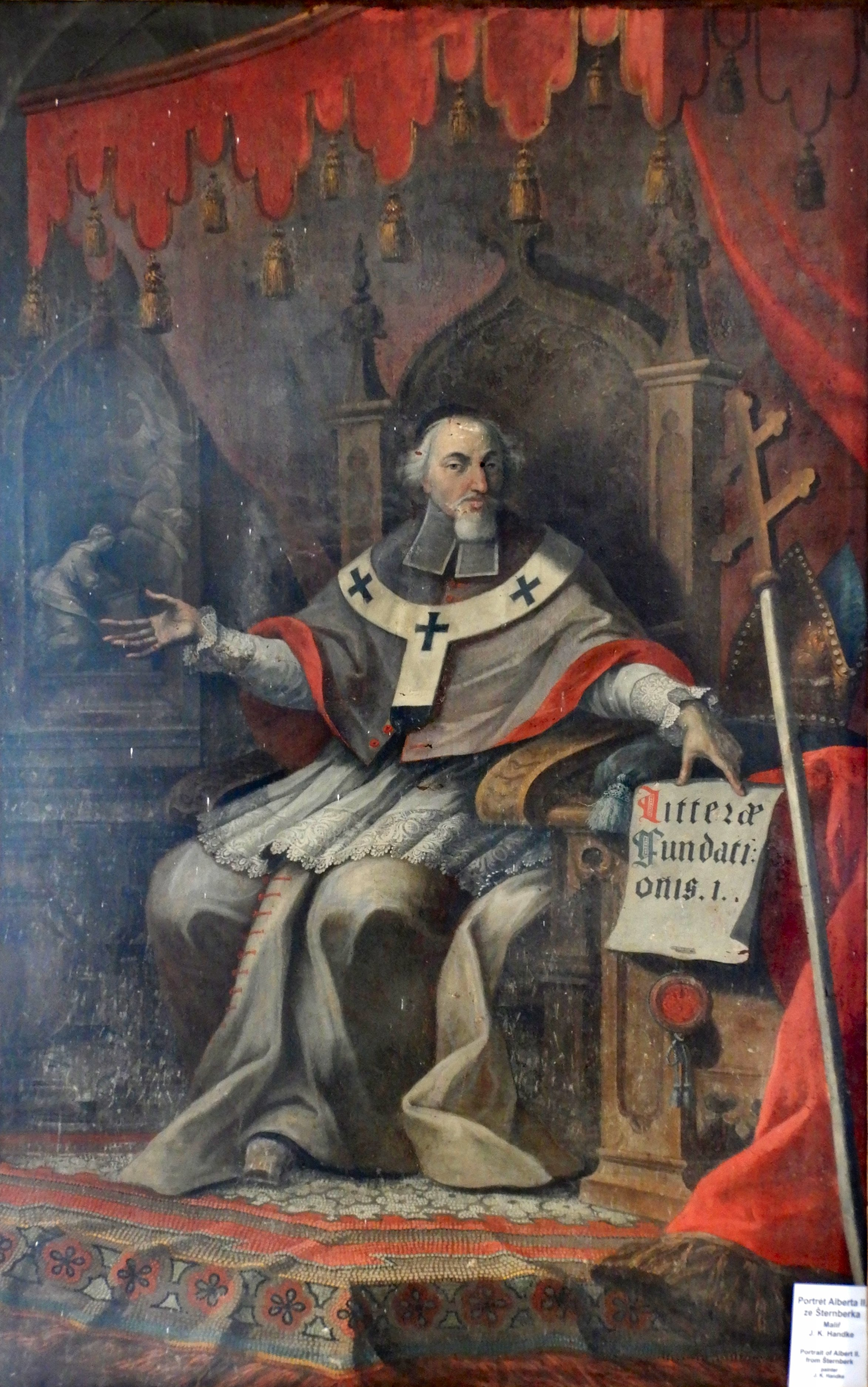
Albrecht Aleš ze Šternberka, zakladatel kláštera

Kartouzu v Tržku u Litomyšle založil roku 1378 litomyšlský biskup Albert ze Šternberka nedaleko své rezidence. Ve vsi Tržek měl lovecký hrádek s velikou oborou, kterou určil jako stavební místo novému klášteru. Zakládací listinu vydal na této tvrzi 24. prosince 1378 a určil, že zde bude žít převor a dvanáct mnichů, mimo konvrše a jiné osoby podle tohoto řádu obvyklé. Nápodoba Krista a dvanácti učedníků je nasnadě. 
Biskup se zavázal na svoje náklady vystavět všechny potřebné budovy a opatřit bratřím výživu i oděv, stejně jako knihy, výzdobu kostela a bohoslužebné náčiní. Kartouza byla nazvána Hájek Panny Marie (Rubus Sanctae Mariae) a posvěcena ku poctě Boží, Panny Marie a zvláště ve jméno Zvěstování Páně sv. Jana Křtitele i Všech svatých. 
Albert ze Šternberka byl vysokým církevním hierarchou své doby, dvořanem Karla IV. Kartuziánský řád znal jak z císařské Prahy, tak i z blízkého Brna, kde moravská markrabata založila královopolskou kartouzu. Když si jeho synovec Petr vzal za ženu Annu, sestru markraběte Jošta, stal se Albert příbuzným s panujícím rodem Lucemburků a založením kartouzy ukázal sebevědomí vpravdě knížecí.
Generální kapitula řádu poslala k novému založení Jana z Lenpachu z kartouzy sv. Michala u Mohuče. 
V Tržku byl nejprve vystavěn malý kostel a tři cely pro představeného a dva mnichy; dva konvrši žili patrně někde poblíž. Biskup jim znovu potvrdil svůj zakladatelský úmysl a znovu slíbil postavit klášter o patnácti celách z kamene, dokončit započatý kostel i se sakristií, kaple, refektář, křížovou chodbu, dobře klenutý sklep, studni, kuchyni a další místnosti, stejně jako obydlí pro konvrše, hosty a služebníky a také kamennou zeď kolem celého darovaného pozemku. Tento závazek složil do rukou Jana, převora pražské kartouzy. Klášter obdržel čtyři vsi pro svou výživu, které zakladatel zakoupil blízko svých rodových statků na Moravě, mezi nimi i Dolany u Olomouce, do kterých byl klášter posléze přenesen. 
Ve svém klášteře pobýval Albert ze Šternberka častěji. Víme, že zde 12. ledna 1380 uvalil klatbu na markraběte Jošta. Zemřel o dva dny později, s největší pravděpodobností právě zde. Pochován byl v jiném svém nadání, u augustiniánů v Moravském Šternberku.
Vliv kartuziánů postihujeme v okolí Tržku jen málo a nepřímo. V jakémsi církevním sporu svědčil 23. února 1383 Bruno, kartuziánský profes z Tržku. V Litomyšli objevuje se rodina Kartusů, z nichž Matěj Kartus († 1389) byl augustiniánem ve zdejším klášteře. Soudili bychom, že jejich jméno ukazuje právě k prostředí tržecké kartouzy.

### Zánik kláštera
Právní nejasnosti zapříčinily, že po celých deset let nebyl nový řeholní dům náležitě opatřen. Stejně tak vzdálenost fundačních vesnic nedovolovala konvršům, aby obdělávali půdu, a klášter se musel spolehnout na nedostatečný roční příjem. Generální kapitula tedy ráda v červnu 1389 svolila, aby kartouza byla podle záměru markraběte Jošta přenesena do Dolan. Pokud by svolili převor a konvent nového kláštera, mohlo by něco majetku zůstat nedostavěnému domu v Tržku, čímž by zůstala naděje pro jeho budoucí oživení. Při jednáních se markrabě Jošt odvolával na údajný záměr zakladatele samého dům přenést, neboť poznal, že tvrz v Tržku není pro klášter vhodná. Hmotná tíseň přiměla konvent, aby již roku 1380 odprodal za sumu 20 zlatých a 2 kop grošů boleslavskému arcijáhnovi Liber viaticus, věnovaný kdysi Albertem ze Šternberka. Většina mnichů odešla z Tržku po svolení generální kapituly a zbytek se definitivně přestěhoval do dolanského kláštera Vallis Josaphat roku 1394. Tím dějiny Hájku Panny Marie končí. 
Žižkovo vojsko na jaře 1421 opuštěný klášter spálilo a objekty zanikly téměř beze stopy. Pouze pomístní název Na kartouzách připomíná místo někdejšího kláštera.